# La Maison de TF1

La Maison de TF1 est une émission de télévision française consacrée à l'entretien de sa maison et de son jardin, au bricolage. Elle a été présentée par Évelyne Dhéliat et Jean Lanzi et diffusée à partir du 9 janvier 1982 jusqu'en 1988 le samedi matin à 11h30 sur TF1. Elle a été également animée par Bernard Golay (présentateur de La Une est à vous !) et réalisée par Claude Deflandre.
Cette émission pratique se proposait de répondre à toutes les questions d'aménagement et de d'entretien de sa demeure et de son jardin. Le générique de l'émission était La Maison près de la fontaine, une chanson de Nino Ferrer extraite de l'album Métronomie.
Les deux animateurs étaient entourés de différents spécialistes : 
- Jardinage : Nicolas le Jardinier, qui composait un potager et un jardin d'agrément et était par ailleurs rédacteur en chef de Rustica[1],[2],
- Bricolage : Michel Galy, journaliste et auteur ou directeur de publication de plusieurs livres sur le bricolage dont le Larousse du bricolage[3],
- Trucs et astuces : Cécile Ibane, journaliste spécialiste de la mode[4].